# Lorenzo Tio
Lorenzo Tio, fils (1893-1933), Lorenzo Tio, père (1867-1908) et Louis dit Papa Tio (1862-1922) furent des maîtres d'instruments à vent de La Nouvelle-Orléans, sachant jouer du hautbois, du saxophone et du basson. Leur spécialité fut cependant la clarinette. Ils ont enseigné une méthode de jouer de cet instrument (dite la "méthode Albert") qui eut une grande influence sur le développement du solo jazz.
Les trois Tio ont apporté une connaissance de la théorie de la musique occidentale et du solfège aux musiciens de ragtime, de blues et de jazz de La Nouvelle-Orléans. Ils ont été les maîtres de plusieurs clarinettistes importants des débuts du jazz: Louis a enseigné à Sidney Bechet, George Baquet, Barney Bigard et Albert Nicholas; Lorenzo père à Louis Nelson Deslile.
Lorenzo fils, quant à lui, est devenu dans les années 1910 le clarinettiste le plus respecté de La Nouvelle-Orléans. Vers cette époque il s'est mis au jazz avec ses contemporains: il s'est joint à l'orchestre de Manuel Perez en 1916 à Chicago et celui de Armand J. Piron de 1918 à 1928. Une série d'enregistrements avec Piron à New York en 1923 font état de son prodigieux talent; on peut l'entendre aussi sur quelques disques de Bechet, de Jelly Roll Morton et de Clarence Williams.
En parallèle il gagnait sa vie en enseignant la musique, demandant 50 ou 75 cents par leçon. Alors que les trompettistes jazz de La Nouvelle-Orléans étaient souvent autodidactes, le rôle de la clarinette était de jouer une contre-mélodie  et demandait un apprentissage technique et théorique plus poussé. Sidney Bechet et les grands clarinettistes Barney Bigard, Omer Simeon, Johnny Dodds, Jimmie Noone et Albert Nicholas ont tous cité Lorenzo Tio fils comme maître. Il était aussi compositeur à ses heures et Barney Bigard le reconnait comme auteur d'un bout de mélodie dans le grand succès de Duke Ellington, "Mood Indigo".
Lorenzo Tio fils fut ralenti par une embolie cérébrale en 1926. Il retrouva son vieil ami Sidney Bechet en 1932 dans l'orchestre du Nest Club de Harlem mais s'éteignit l'année suivante. 

## Référence
- (en) Charles E. Kinzer, "The Tios of New Orleans and Their Pedagogical Influence on the Early Jazz Clarinet Style". Black Music Research Journal, Vol. 16, No. 2 (Automne 1996), pp. 279-302.